# Ley de Reforma Agraria de España de 1932

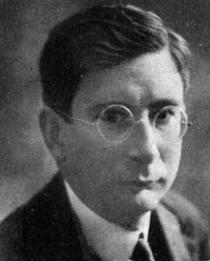
Marcelino Domingo, Ministro de Agricultura e impulsor de la Ley.

La Ley de Reforma Agraria de España de 1932, promulgada el 9 de septiembre, fue uno de los proyectos más ambiciosos de la Segunda República porque pretendía resolver un problema histórico: la tremenda desigualdad social que existía en la mitad sur de España pues junto a los latifundios, propiedad de unos miles de familias, casi dos millones de jornaleros sin tierras vivían en condiciones miserables. El método que finalmente se escogió para resolver el problema fue la expropiación con indemnización de una parte de los latifundios que serían entregados en pequeños lotes de tierra a los jornaleros. 

## Antecedentes
En 1930 la población activa del sector primario era por primera vez en su historia inferior al 50 %, pero aún representaba el 45,5 %, por lo que la tierra seguía siendo la fuente principal de la riqueza nacional y el control de la misma es lo que determinaba la posición social de la mayoría de la población.

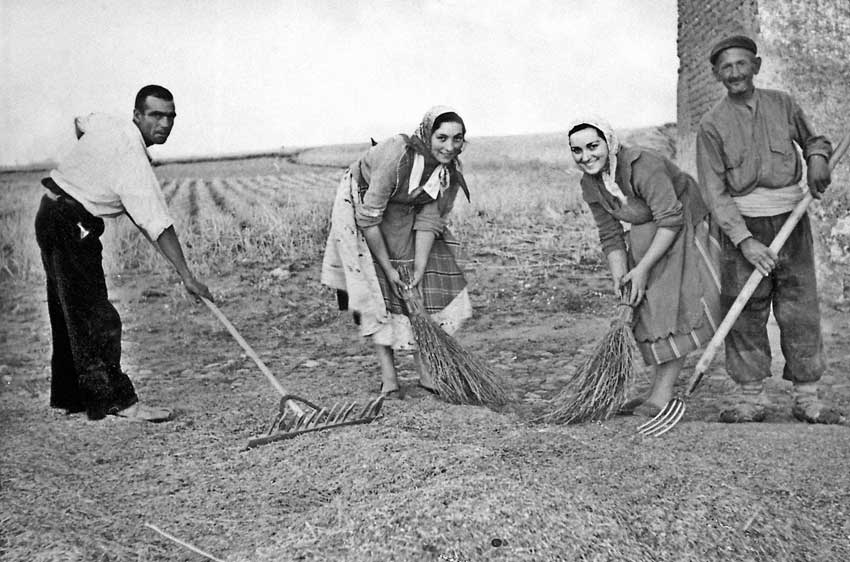
Familia de campesinos preparando cereal para la trilla en una zona rural.

Para solucionar la difícil situación de los jornaleros, desde el primer gobierno provisional se tomaron unas medidas en los llamados "Decretos agrarios" de Largo Caballero:
- Se prohibía a los propietarios de tierras que echaran a los campesinos que arrendaban las tierras.
- Se aplicaba también a los jornaleros la jornada de 8 horas ya conseguida por los obreros industriales.
- Se obligaba a contratar para el trabajo de las tierras a jornaleros del propio municipio.
- Se obligaba a los propietarios a cultivar las tierras bajo amenaza de confiscación para evitar que los terratenientes boicotearan a la república dejando las tierras sin cultivar.

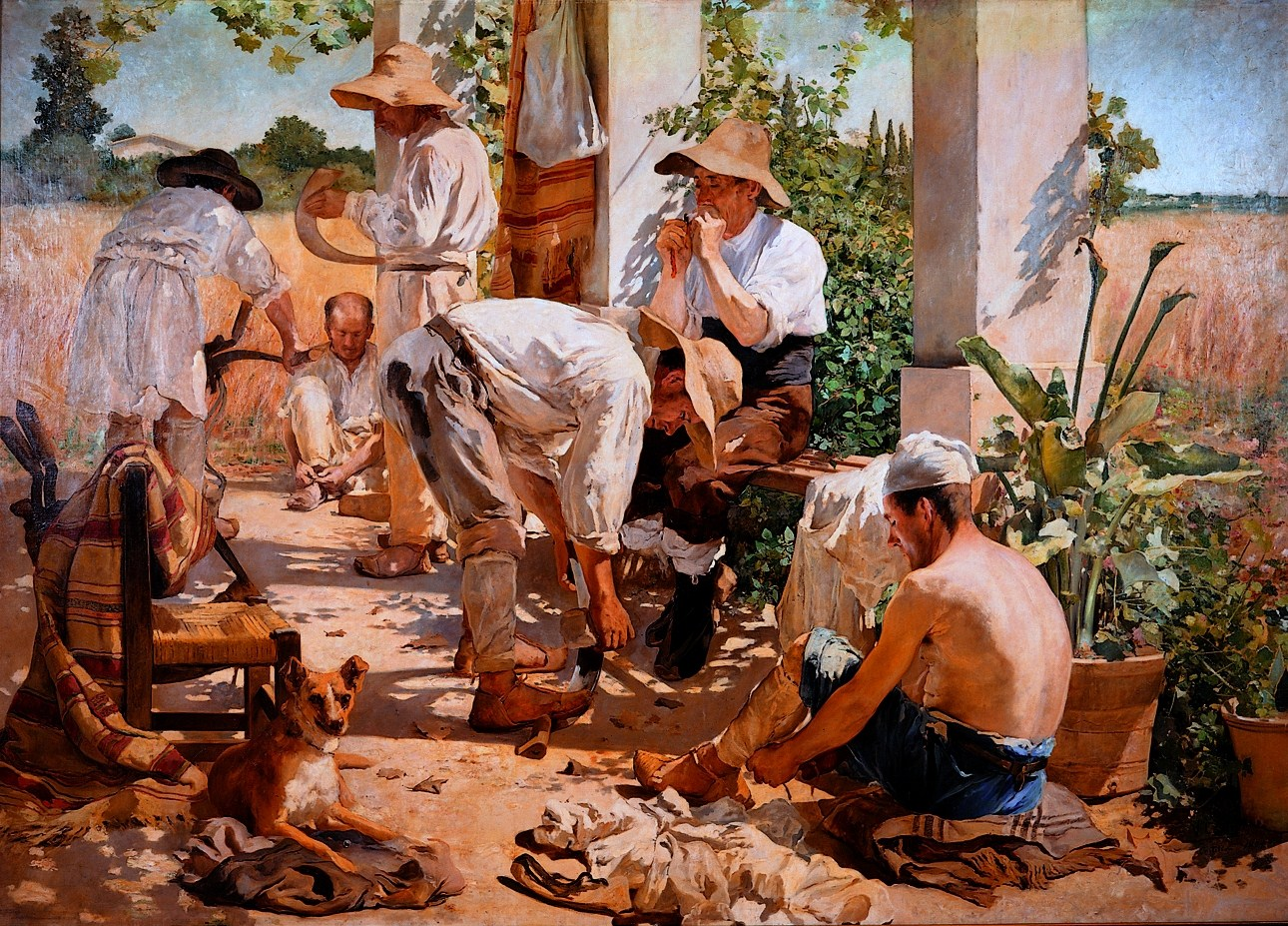
Segadores castellonenses, obra de Vicente Castell (1901).

## El debate parlamentario
Al mismo tiempo que se promulgaban los "decretos agrarios", una Comisión Técnica Agraria creada el 21 de mayo de 1931 (presidida por el liberal Felipe Sánchez Román y en la que figuraban economistas e ingenieros agrónomos como Antonio Flores de Lemus, Juan Díaz del Moral y Pascual Carrión) había comenzado a preparar un anteproyecto de Ley de Reforma Agraria de acuerdo con la promesa hecha en el punto 5° del Estatuto jurídico del Gobierno Provisional.

"El Gobierno Provisional declara que la propiedad privada queda garantizada por la ley; en consecuencia, no podrá ser expropiada, sino por causa de utilidad pública y previa la indemnización correspondiente. Mas este Gobierno, sensible al abandono absoluto en que ha vivido la inmensa masa campesina, al desinterés de que ha sido objeto la economía agraria del país y a la incongruencia del derecho que la ordena con los principios que la inspiran y deben inspirar las legislaciones actuales, adopta como norma de su actuación el reconocimiento de que el derecho agrario debe responde a la función social de la tierra"

Más adelante en los preámbulos de los Decretos de 20 de abril y de 20 de mayo, se decía que la "reforma jurídica agraria... que orientada hacia los principios de justicia y utilidad social, renueve el régimen de la propiedad de la tierra y el de los contratos agrarios" se dejará para que sea tratada por las Cortes Constituyentes, "con el fin de que fuese rodeada de toda la autoridad que por su trascendencia requiere".
El 20 de julio de 1931, sólo una semana después de la apertura de las Cortes Constituyentes, la Comisión Técnica Agraria presentó el anteproyecto que le había encargado el Gobierno Provisional. Los puntos fundamentales del mismo era que se preveía la “ocupación temporal” (aunque sin fecha de finalización) de aquellas propiedades que excedieran las 10 hectáreas en regadío y las 300 de secano por familias de jornaleros sin tierras a un ritmo de 60.000 a 75.000 por año, que las explotarían en régimen de cooperativa, a las que el Estado les proporcionaría los medios necesarios. La reforma se financiaría mediante un impuesto especial progresivo sobre los latifundios y un Instituto de Reforma Agraria sería el encargado de su aplicación. Se preveía que en unos 15 años se podría solucionar el problema de los campesinos sin tierra. Pero la propuesta fue rechazada por los representantes de los propietarios rurales, que fundaron una asociación para defender sus intereses (Agrupación Nacional de Propietarios de Fincas Rústicas), y también por los socialistas (y mucho más por la CNT) que la consideraban demasiado moderada, ya que no contemplaba la expropiación de los latifundios y el traspaso de la propiedad a los nuevos colonos.
Rechazada la propuesta de la Comisión Técnica Agraria, una Comisión del Ministerio de Agricultura elaboró un nuevo proyecto que presentó a las Cortes Constituyentes el 25 de agosto de 1931. El principio de la nueva propuesta era la expropiación con indemnización, lo que satisfacía a los propietarios rurales, de las tierras de “origen señorial”, las fincas que superaran la quinta parte del término municipal y de las que estuvieran “notoriamente abandonadas”. El texto de nuevo fue muy criticado por los socialistas, y hubo que rehacerlo. Por fin se presentó en marzo de 1932 un último proyecto elaborado por el equipo del Ministerio de Agricultura de Marcelino Domingo.
Pero el debate de este último proyecto de Ley de Reforma Agraria fue muy lento. El motivo, además de la oposición (y de la obstrucción parlamentaria) de los grupos de la derecha en las Cortes que recogían los puntos de vista de los propietarios (especialmente la Minoría Agraria), fue que entre la coalición republicano-socialista existían importantes diferencias sobre el método y el alcance de la reforma (en realidad el proyecto del ministro Marcelino Domingo era más moderado que el de la Comisión Técnica Agraria ya que suprimía el impuesto sobre los latifundios, mantenía las indemnizaciones y renunciaba a la expropiación por Decreto). Y la discusión se habría prolongado aún más de no haberse producido el intento de golpe de Estado encabezado por el general Sanjurjo del 10 de agosto de 1932, que al ser derrotado dio al gobierno el impulso definitivo para la aprobación de la Ley (el fracaso del golpe de Sanjurjo también desatascó el debate sobre el Estatuto de Autonomía de Cataluña).
La Ley de Bases de la Reforma Agraria fue aprobada el 9 de septiembre de 1932 por 318 votos a favor y 19 en contra (120 diputados, entre ellos José Ortega y Gasset o Juan Díaz del Moral se abstuvieron). Previamente una Ley de 24 de agosto había expropiado sin indemnización las tierras cultivadas propiedad de los antiguos grandes de España, grandes propietarios de tierras, acusados de haber financiado la Sanjurjada (se trataba de más de medio millón de hectáreas, hasta entonces propiedad de sólo 65 aristócratas).

## La Ley de Bases para la Reforma Agraria
Como dijo el ministro de Agricultura, el radical socialista Marcelino Domingo, en una intervención en las Cortes a favor del proyecto que él mismo había presentado (el 24 de marzo de 1932), la reforma agraria tenía "tres finalidades principales: primera, evitar el paro obrero en el campo [mediante el asentamiento de jornaleros en las tierras expropiadas]; segunda, distribuir la tierra [expropiando las grandes fincas "señoriales" y los latifundios en manos de propietarios absentistas]; tercera, racionalizar la economía agraria [disminuyendo el crecimiento de la superficie cerealista y devolviendo a los núcleos rurales sus antiguos bienes comunales, perdidos con las desamortizaciones del siglo XIX]".
La reforma agraria, finalmente aprobada, consistió en la expropiación (con indemnización, excepto las tierras de la nobleza que fueran "grandes de España" por su supuesta implicación en la "sanjurjada") de las tierras de la España latifundista (Andalucía, Extremadura, el sur de La Mancha y la provincia de Salamanca) incluidas en los apartados que señalaba la Base 5.ª de la Ley:

"5°. Las que... fueron compradas con fines de especulación o con el único objeto de percibir una renta.

6º. Las que constituyeron señoríos jurisdiccionales y que se hayan transmitido hasta llegar a sus actuales dueños por herencia, legado o donación. (...).
7°. Las incultas o manifiestamente mal cultivadas...
8°. Las que debiendo haber sido regadas por existir embalse y establecer la Ley la obligación del riego no lo hayan sido aún...
12'. Las explotadas sistemáticamente en régimen de arrendamiento a renta fija, en dinero o en especie, durante doce años o más...
13°. Las propiedades... en la parte de su extensión que en cada término municipal exceda de las cifras que señalen las juntas Provinciales... que han de estar comprendidas dentro de los límites que a continuación se expresan:
1) En secano: a) Tierras dedicadas al cultivo herbáceo en alternativa, de 300 a 600 Has. b) Olivares asociados o no a otros cultivos, de 150 a 300 Has. c) Tierras dedicadas al cultivo de la vid, de 100 a 150 Has. (...) d) Tierras con árboles o arbustos frutales en plantación regular de 100 a 200 Has. e)Dehesas de pasto y labor, con arbolado o sin él, de 400 a 750 Has. (...)

En la base 6' se excluían de la expropiación "las fincas que por su ejemplar explotación o transformación puedan ser consideradas como tipo de buen cultivo técnico y económico". Y en la 9.ª, que también fue objeto de una dura oposición por parte de la derecha, se determinaba que las tierras susceptibles de expropiación enumeradas en la Base 5.ª "podrán ser objeto de ocupación temporal para anticipar los asentamientos [de los campesinos sin tierra], en tanto su expropiación se lleve a cabo. Durante esta situación, los propietarios percibirán una renta, satisfecha por el Estado... ».
Así pues, la Ley de Reforma Agraria sólo contemplaba cuatro tipos de tierras expropiables: los señoríos jurisdiccionales, las tierras mal cultivadas, las sistemáticamente arrendadas y las que estaban en zonas de riego y no hubieran sido convertidas en regadío.

## La aplicación de la ley

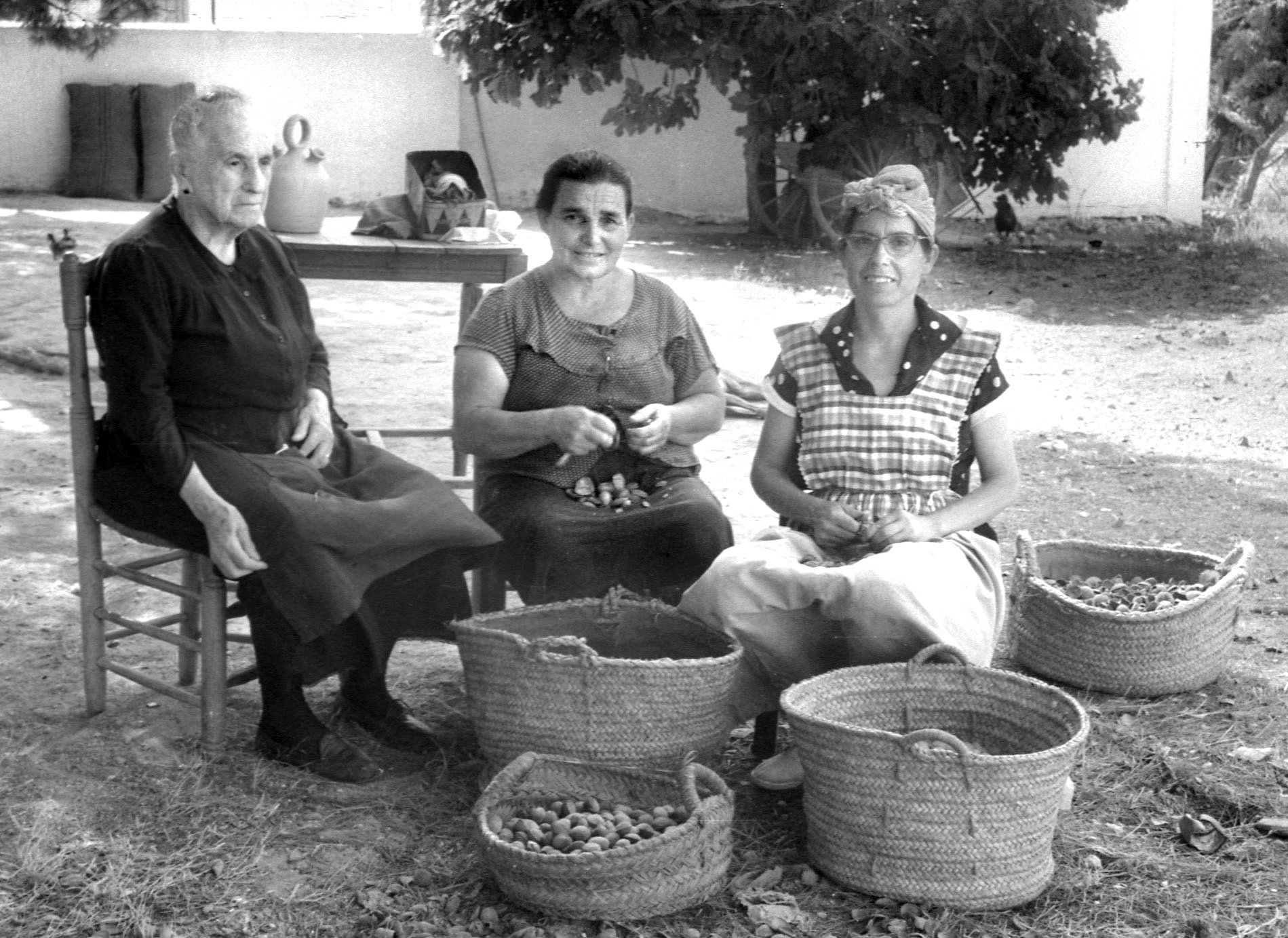
Jornaleras valencianas en las instalaciones de un latifundio agrícola.

A pesar de las grandes expectativas que había levantado, los efectos de la Ley de Reforma Agraria fueron muy limitados: a finales de 1933 sólo se habían ocupado 24.203 ha, repartidas entre 4.339 campesinos, a los que habría que añadir otros tres o cuatro mil en las tierras previamente expropiadas a la Grandeza. Y un año después, cuando se detuvo el proceso (por la llegada de la CEDA al poder en octubre de 1934), se había asentado a 12.260 nuevos propietarios en 529 fincas, con un total de 116.837 ha. Las razones de este fracaso en la aplicación de la ley han sido muy discutidas, pero la mayoría de los historiadores suelen coincidir en una: el Instituto de Reforma Agraria (IRA), que era el organismo encargado de aplicar la ley, fue dotado de unos recursos humanos y económicos claramente insuficientes, debido a la falta de dinero de la Hacienda pública y al boicot que realizó la banca privada (vinculada familiar y económicamente a los terratenientes) al Banco Nacional de Crédito Agrícola, creado por la Ley para financiar la reforma (El IRA contaba con un presupuesto anual de 50 millones de pesetas, claramente insuficiente).
No sólo el Instituto de Reforma Agraria (IRA) recibió una financiación pública claramente insuficiente para los objetivos proclamados de asentamiento de campesinos, sino que también su gestión presupuestaria de lo recibido fue notablemente ineficiente. Se sorprende Malefakis que, habiendo recibido el IRA subvenciones del Estado por 158 millones de pesetas, al final de 1935 tuviera 96 millones pendientes de emplear (el 60%), máxime cuando la mayor parte de las tierras obtenidas no habían tenido que ser expropiadas, por pertenecer a la Grandeza. En opinión de Malefakis, en la izquierda  republicana española, de base urbana y vocación europea, primaba históricamente su orientación anticlerical, antimilitarista y antimonárquica y no se involucró profundamente en la reforma agraria. Eran conscientes de las implicaciones revolucionarias de la Ley de Reforma Agraria y temían que una excesivamente rápida aplicación de aquella produjese resistencia masiva de los propietarios o asaltos caóticos a las grandes propiedades.

#### La «cuestión social»
La lentitud en la aplicación de la ley se intentó paliar con una medida complementaria, que fue el Decreto de Intensificación de Cultivos de 22 de octubre de 1932, que permitía la ocupación temporal de fincas de tierras de labranza que hubieran dejado de ser arrendadas a cultivadores y se hubieran dedicado sólo a la ganadería en la mitad sur de España (Extremadura fundamentalmente). La medida afectó a 1500 fincas en 9 provincias (unas 125.000 hectáreas) y dio trabajo a 40.108 familias, sobre todo extremeñas, cuyos miembros se encontraban en paro.

## La desilusión y la oposición a la reforma agraria
El fracaso de la reforma agraria fue una de las causas principales de la aguda agitación social del periodo 1933-34, porque el anuncio de la reforma hizo creer a muchos jornaleros en una rápida entrega de tierras, que finalmente no se produjo por lo que pronto se sintieron decepcionados. Esto llevó a la radicalización de la Federación Nacional de Trabajadores de la Tierra (FNTT) de UGT a la que se habían afiliado muchos jornaleros del campo, con la promesa del reparto de la tierra, que experimentó por ello un crecimiento espectacular. Por eso la FNTT se situó en la vanguardia de la radicalización socialista que conduciría a la ruptura de la coalición republicano-socialista que gobernaba el país, primero, y a la oposición a la "república burguesa" después, coincidiendo así con la CNT, que desde el principio había combatido una reforma agraria que, según ella, consolidaba el modelo capitalista en el medio rural e imposibilitaba el que se produjera una "verdadera" revolución.

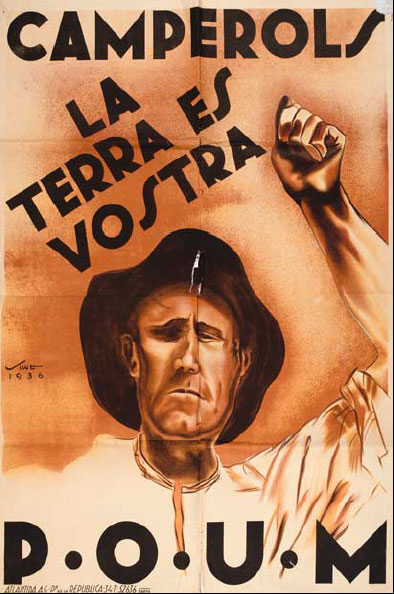
Póster propagandístico del Partido Obrero de Unificación Marxista (P.O.U.M.) de 1936 animando al colectivismo autogestionario de las explotaciones agrícolas: Campesinos, la tierra es vuestra.

Al otro lado del espectro político, la reforma agraria unió a los tradicionales sectores sociales dominantes en el agro y contribuyó, en grado similar o incluso superior a la "cuestión religiosa", a consolidarlos como bloque de oposición al régimen republicano. Ya en agosto de 1931 crearon la Asociación Nacional de Propietarios de Fincas Rústicas, en defensa del legítimo derecho de propiedad, y valiéndose de las viejas redes caciquiles y la apelación continua a la intervención de la Guardia Civil boicotearon la aplicación de los "decretos agrarios". Asimismo en las Cortes, la minoría agraria realizó una aparatosa obstrucción de los debates de la Ley Agraria que contribuyeron notablemente al retraso en su aprobación. En marzo de 1933 se celebró una Asamblea Económico-agraria en Madrid que reunió a las patronales del sector y a los partidos de la derecha, que lograron paralizar un nuevo proyecto reformista, la Ley de Arrendamientos Rústicos, que no llegó a votarse. Esta campaña movilizó a grandes sectores del campesinado conservador de la mitad norte de España (la no latifundista), que desempeñaría un importante papel en el triunfo de las derechas en las elecciones de noviembre de 1933.
La reforma, sin resultar un fracaso absoluto, representó una gran frustración para los campesinos debido al atraso en elaborar la ley (un año y medio tras la proclamación de la república), la lentitud del Instituto de Reforma Agraria, encargado de elaborar el inventario de tierras expropiables y la falta de dinero para expropiar las tierras, que debían ser indemnizadas previamente.

## La "Ley para la Reforma de la Reforma Agraria" de 1935 del gobierno radical-cedista
Los Gobiernos de Lerroux no suspendieron la aplicación de la reforma agraria. De hecho, se produjeron más asentamientos campesinos que con los Gobiernos de Azaña. En los primeros nueve meses de 1934, con el ministro de Agricultura Cirilo del Río, se asentaron 6.269 campesinos en 81.558 hectáreas (de las que 71.149 fueron expropiadas y 10.409 ocupadas temporalmente). Estas cifras representan que en esos nueve meses se asentó a un 43% más de campesinos, sobre más del triple de hectáreas, que en los 16 meses entre septiembre de 1932 y diciembre de 1933.
En octubre de 1934 llegó a Ministerio de Agricultura Manuel Giménez Fernández, de la CEDA, un hombre sensible a los problemas de los campesinos y a la justicia social. Creía que la estructura de la propiedad agraria debía modificarse para que la tierra cumpliera su función social, pero respetando los derechos legítimos de la propiedad, de forma que la expropiación se realizase con la compensación adecuada. Giménez Fernández logró prorrogar por un año, hasta octubre de 1935, la ocupación de tierras por los yunteros extremeños, afrontando un problema que afectaba a más de 25 000 familias.

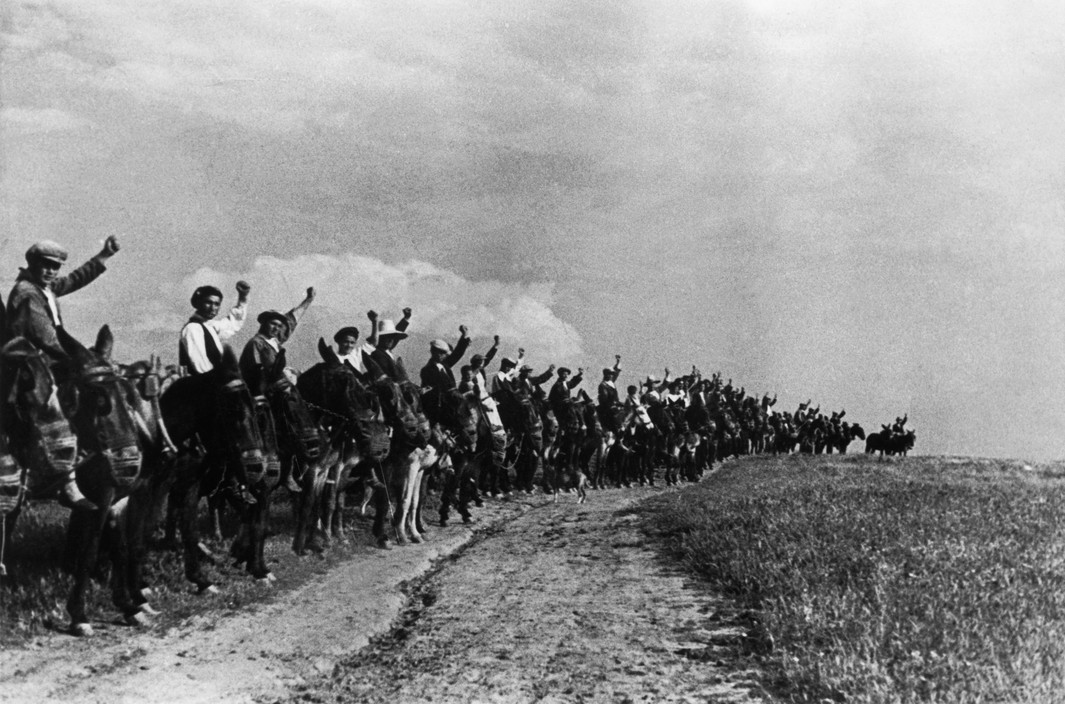
Campesinos en los campos de Extremadura (1936).

Tras la remodelación en abril de 1935 del gobierno radical-cedista presidido por Alejandro Lerroux, el nuevo ministro de Agricultura Nicasio Velayos Velayos, miembro del Partido Agrario y gran propietario, presentó a las Cortes la Ley para la Reforma Agraria, que fue aprobada el 1 de agosto de 1935, y que supuso la congelación definitiva de la reforma. Entre otras cosas la nueva ley, que sólo formalmente dejaba en vigor la de 1932, suprimió la expropiación sin indemnización, y además otorgaba la potestad a los dueños de las fincas expropiables de intervenir en la tasación oficial de sus propiedades, negociando cada caso con el Instituto de Reforma Agraria, y además podían recurrir a los Tribunales (lo que en la práctica suponía aumentar el dinero que recibirían los propietarios en concepto de indemnización). Por otro lado se limitaron aún más los fondos del Instituto de Reforma Agraria para las indemnizaciones, con lo que sólo podrían asentarse dos mil campesinos por año, y asimismo se detuvo la confección del Registro de la Propiedad Expropiable. Sin embargo, la ley introducía una novedad la posibilidad de llevar a cabo expropiaciones por motivos de “utilidad social”, una artículo que sería ampliamente utilizado por los gobiernos del Frente Popular en los primeros meses de 1936.
La derogación definitiva de la Ley de Reforma Agraria de 1932 se produjo en la zona bajo el control de los sublevados durante la guerra civil española y en toda España tras la victoria franquista.

## Valoración

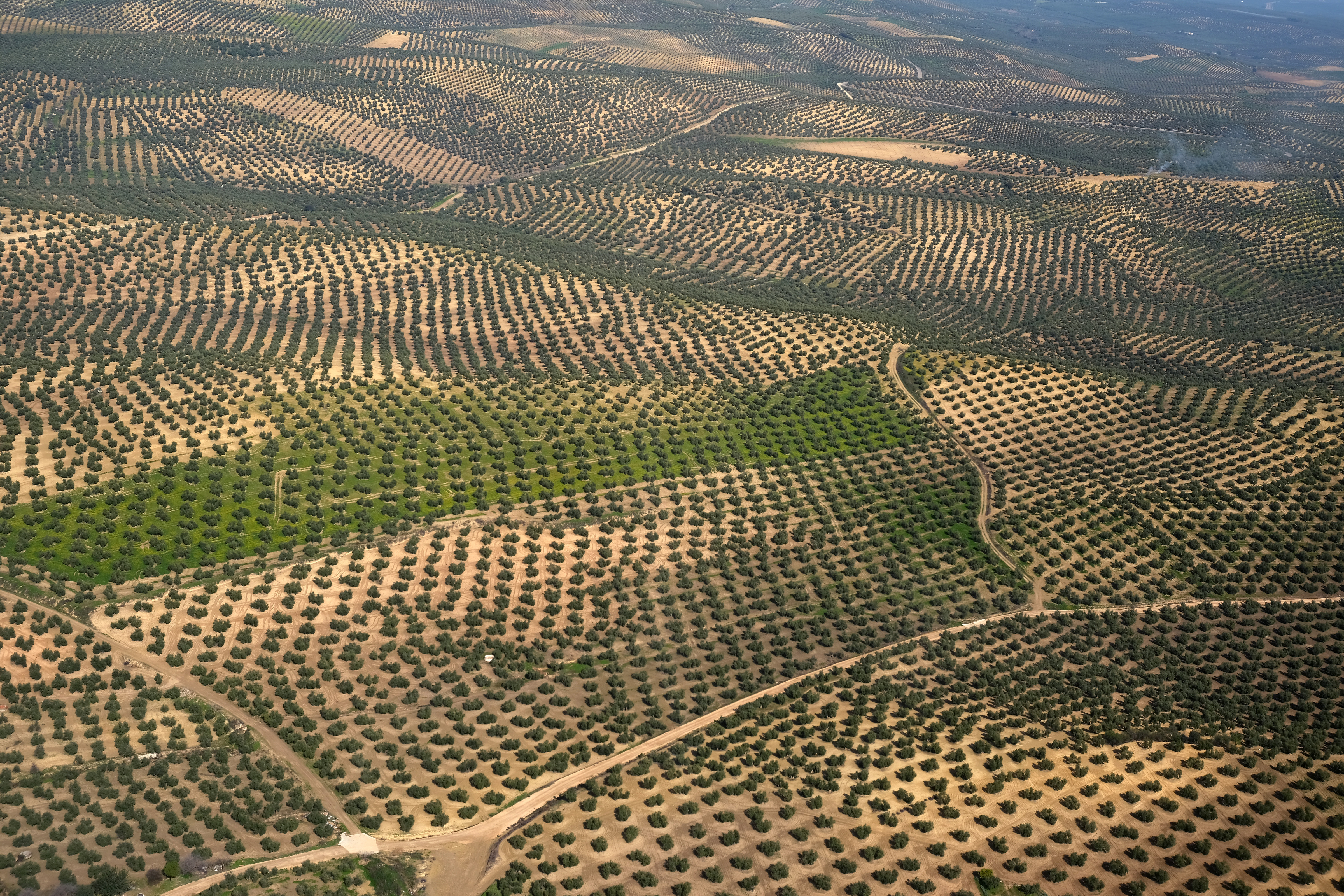
Olivar en la provincia de Córdoba.

La aprobación y la aplicación de la Ley de Reforma Agraria frustró las expectativas de los jornaleros y al mismo tiempo sembrar la inquietud entre los pequeños propietarios, a pesar de que en realidad, la reforma agraria que trató de aplicar la República fue de las más moderadas de las que se llevaron a cabo en diferentes países europeos durante el período de entreguerras.

Su propósito era corregir las desigualdades sociales y el atraso del campesinado español, convirtiendo en propietarios a cientos de miles de campesinos sin tierra y aumentando de paso la capacidad de consumo de las masas rurales. La reforma fue básicamente obra de la pequeña burguesía liberal... que ahora constituía la izquierda republicana. Para este sector, la República debía culminar la transformación del régimen de propiedad agraria a fin de completar la modernización del sistema productivo y eliminar las pervivencias señoriales que no había erradicado la revolución liberal del siglo XIX. Su visión, respetuosa con los cultivadores directos y con el principio de la propiedad privada de la tierra, se impondría en la práctica a la de los socialistas, partidarios de la restitución de los bienes comunales y de un proceso de socialización protagonizado por cooperativas y organizaciones sindicales, que beneficiase a los campesinos sin tierra